# Phigalia extinctaria
Phigalia extinctaria är en fjärilsart som beskrevs av Standfuss 1847. Phigalia extinctaria ingår i släktet Phigalia och familjen mätare. Inga underarter finns listade i Catalogue of Life.